# Tolweg Jakarta-Serpong

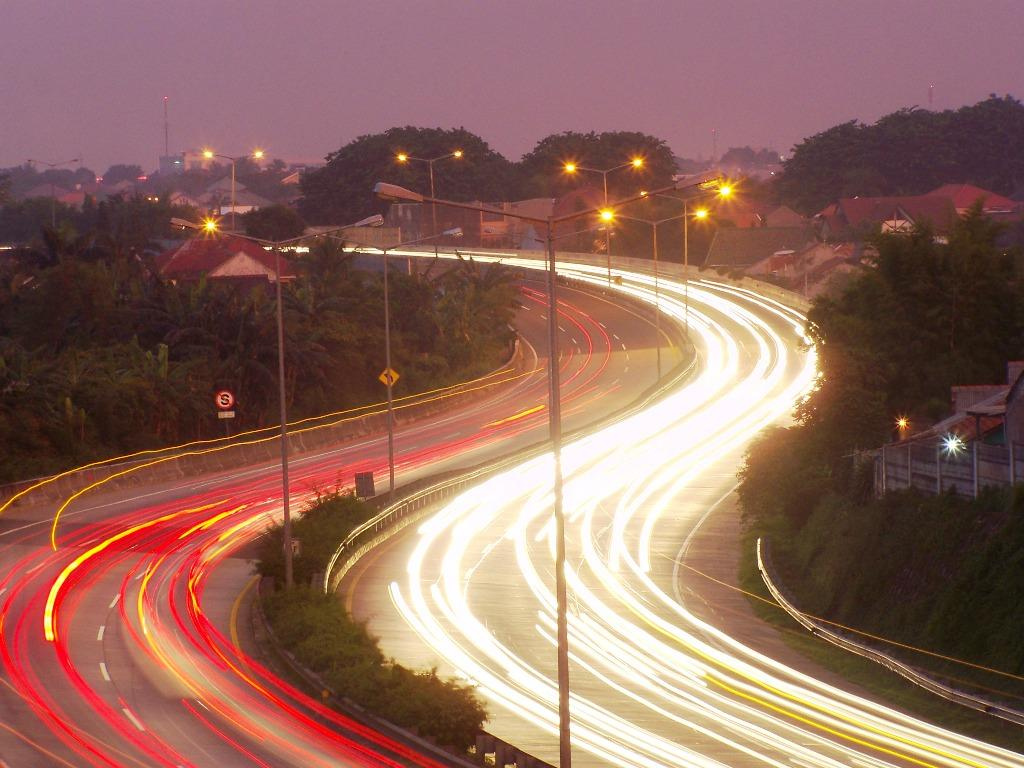
De tolweg Jakarta-Serpong in de avond

De tolweg Jakarta-Serpong is een tolweg op het Indonesische eiland Java die Ulujami in Jakarta verbindt met Serpong in Banten. De tolweg is 13,5 kilometer lang en telt 2x3 rijstroken. De tolweg was in aanbouw vanaf 1999 en werd in 2005 opgeleverd.
De tolweg is verdeeld in twee delen: Het gedeelte van Ulujami naar Pondok Ranji dat eigendom is van en beheerd wordt door PT Jasamarga en het tweede deel van Pondok Ranji naar Serpong dat eigendom is van PT Bumi Serpong Damai maar dat eveneens beheerd wordt door PT Jasamarga.
Er zijn vier afslagen. Deze hebben niet alle rijrichtingen waardoor er in de praktijk drie afslagen per richting zijn. Vanaf Jakarta ligt de eerste bij Bintaro voor verkeer van/naar Serpong en Pondok Aren voor het verkeer van/naar Jakarta. Daarna volgt afslag BSD City, dat vlak voor de laatste afslag (Serpong) ligt. In het verlengde komt de tolweg Serpong-Balaraja die voorlopig enkel nog op de tekentafel ligt.